# Туренко, Иван Петрович
Туренко Иван Петрович (1926—1998) — график, член Союза Художников СССР, заслуженный художник Тувы.

## Биография
Туренко Иван Петрович родился 26 февраля 1926 года в г. Кызыле. Окончил школу № 1 и со школьной скамьи ушел добровольцем на фронт. Вернувшись в Туву, И. П. Туренко прошел очень сложный путь формирования художника. Он смог пройти обучение только в студии изобразительного искусства, созданной при Доме народного творчества.С 1963 года, работая художником-оформителем, он всеми путями старался чему-то учиться у профессиональных мастеров.
В 1964 году И. П. Туренко впервые столкнулся с техникой офорт. И через 10 лет упорного труда смог стать, вместе с профессиональными графиками, членом Союза художников СССР.
С 1966 года становится постоянным участником всех выставок как на родине в Туве, так и по всему Советскому Союзу. Но в 1995 году И. П. Туренко участвовал в вернисаже к юбилею Победы “Защитникам Отечества посвящается”.
Его работы уникальны. В них присутствуют простота композиции и неторопливость штриха. Чувствуется осмысления каждой черточки, каждой точки, каждого пятна.  Тематика его работ была широкой, охватывая и строительство Саяно-Шушенской ГЭС, памятники архитектуры, богатую природу Тувы ("Сарлыки. Озеро Кара-Холь" и др). О композиционной свободе свидетельствует его линогравюра "В Саянах".  Его "Хутинский порог" рождался в грозу на берегу Енисея. Частой параллельной штриховкой вылеплены крутые завитки волн, жемчужное ожерелье пены украшает гребни рассерженных волн. Удачно передана в своеобразном декоративном узоре трав весенняя цветущая степь в линогравюре "Будни". Большинство своих работ он передавал музею Макеевской гвардейской дивизии. И практически можно сформировать выставку из того, что хранится в фондах нашего музея. Графика и война жила в нем до самой последней минуты.

## Основные выставки[3]
1.  Тувинская республиканская выставка работ художников и мастеров прикладного искусства. Посвящается 50-летию Великого Октября 1967 г., г. Кызыл.
2.  Республиканская выставка работ художников и мастеров прикладного искусства, посвященная 50-летию Ленинского комсомола 1968 г., г. Кызыл.
3.  Выставка произведений художников Тувинской АССР 1969 г., г. Кызыл.
4.  Выставка произведений художников автономных республик РСФСР 1971 г., г. Москва.
5. Художники Урала, Сибири, Дальнего Востока 1971 г., г. Москва.

## Основные произведения
Живопись:
1.  Тувакобальт (этюд). К., м. 30х37.
2.  Хову-Аксы (этюд). К., м. 35х42.
Графика:
1.  В долине Сарыг-Хая. 1969 г. Линограв. 42х35.
2.  В Саянах. Линограв. 43х51.
3.  Зима в Тодже. Линограв. 45х31.
4.  Кара-Хольский аэропорт. 1970 г. Офорт. 32х24.
5.  Мост через Енисей. Б., линограв. 32х54.
6.  Новый дом. Линограв. 33х43.
7.  Рождение Енисея. 1970 г. Линограв. 39х50.
8.  Старый чум. Б., линограв. 30х33.
9.  У подножия Танду-ола. 1969 г. Линограв. 35х43.
10.  Хайыракан. Б., линограв. 33х44.

## Награды и звания
- орден Славы 3 степени
- медаль "За боевые услуги"
- медаль "За взятие Кёнигсберга"
- заслуженный художник Тувы